# Rivière Winisk
La rivière Winisk est une rivière du Nord de l'Ontario, au Canada.

## Géographie
À partir de sa source principale, le lac Wunnummin, elle coule vers l'est jusqu'au lac Winisk, de là, le courant continue principalement vers le nord jusqu'à la baie d'Hudson. La rivière Winisk est longue d'environ 600 km et son bassin versant est de 67 300 km2.
La rivière est éloignée et non accessible par la route. Seules quelques communautés isolées se trouvent le long de la rivière : Wunnumin Lake First Nation, Webequie et Peawanuck, à environ 30 km de son embouchure. Elle se caractérise par de forts courants et des eaux vives s'écoulant du Bouclier canadien vers les basses terres de la baie d'Hudson.

## Toponymie
Le nom est d'origine crie signifie marmotte.

## Parc
La majeure partie de la longueur de la rivière Winisk et de ses rives, du lac Winisk au parc provincial Polar Bear, a été désignée parc provincial des voies navigables.
Il s'agit d'un parc non opérationnel, ce qui signifie qu'aucun frais n'est facturé et qu'aucune installation ou service pour les visiteurs n'est présent. Les visiteurs doivent être expérimentés dans les voyages à travers des régions sauvages isolées et habiles à manier les eaux vives.